# Leão Gonçalves da Silva
Leão Gonçalves da Silva (6 de novembro de 1824 - 18 de agosto de 1894) foi um militar brasileiro.
Filho de Bento Gonçalves e de Caetana Joana Francisca Garcia, serviu na Guerra dos Farrapos junto com seu pai e irmãos. Casou com Emília Maria Caldeira com quem teve oito filhos.